# Memoria (liturgia)
El término memoria se emplea, en el rito romano de la Iglesia católica, para indicar aquellas celebraciones del Calendario romano general que tienen una importancia menor que la fiesta o la solemnidad. Se puede hablar de memoria obligatoria, si su celebración está prescrita –a menos que prime el domingo u otra celebración de rango superior–, o de memoria libre, si la facultad de su celebración se deja al celebrante. Tienen el grado de memoria la mayoría de las celebraciones de los santos. 

## En la eucaristía
En la celebración de la Eucaristía, la Instrucción general del Misal Romano señala que, a no ser que la memoria tenga lecturas propias, «se leen habitualmente las asignadas a la feria. En algunos casos se proponen lecturas apropiadas, esto es, que iluminan un aspecto particular de la vida espiritual del Santo o de su obra. El uso de estas lecturas no hay que urgirlo, a no ser que en efecto lo aconseje una razón pastoral».

## En la liturgia de las horas
Para la celebración de una memoria que tenga lugar en días ordinarios, en el oficio de lecturas, las laudes y las vísperas, los salmos y sus antífonas se toman de la feria correspondiente, salvo que la memoria cuente con salmos o antífonas propios. En cuanto a la antífona del invitatorio, el himno, la lectura breve, las antífonas del Benedictus o del Magnificat y las preces, se toman del Común o de la feria correspondiente, salvo que tuviese algo propio del santo. Por último, se reza siempre la oración conclusiva propia del santo.
En el oficio de lecturas, la lectura bíblica se toma de la feria correspondiente. La segunda lectura, de carácter hagiográfico, se hará con el responsorio propio o del Común; si la memoria no contase con segunda lectura propia, se toma de los textos patrísticos del día correspondiente. Se omite siempre el himno Señor, Dios nuestro.
Para el rezo de la hora intermedia, bien sea tercia, sexta o nona, así como en el rezo de completas, todo se toma de la feria correspondiente.
Según recoge la Ordenación General de la Liturgia de las Horas, no se celebran memorias, ni aunque sean memorias obligatorias, si estas coinciden en domingo, en una solemnidad o en una fiesta. Tampoco el Miércoles de Ceniza, en Semana Santa, en la octava de Pascua, entre el 17 y el 24 de diciembre, en la octava de Navidad, ni en Cuaresma.